# A Farewell to Kings
A Farewell to Kings je páté studiové album kanadské rockové skupiny Rush, vydané v  září 1977. Album bylo nahráno v Rockfield Studios ve Walesu a mixováno v Advision Studios v Londýně. Bylo koncepčním albem, druhou částí postapokalyptické trilogie, vedle 2112 a Hemispheres. Poslední dvě alba by měla být mytickou předpovědí budoucnosti planety Země.

## Seznam stop
Všechny texty napsal Neil Peart, pokud není uvedeno jinak, všechnu hudbu složili Alex Lifeson a Geddy Lee pokud není uvedeno jinak.
1. "A Farewell to Kings" (hudba Lee, Lifeson, Peart) - 5:51
2. "Xanadu" - 11:08
3. "Closer to the Heart" (text Peart, Peter Talbot) - 2:53
4. "Cinderella Man" (text Lee) - 4:21
5. "Madrigal" - 2:35
6. "Cygnus X-1 Book I: The Voyage" (hudba Lee, Lifeson, Peart) - 10:25

## Obsazení
- Geddy Lee – basová kytara, klávesy, zpěv
- Alex Lifeson – akustické a elektrické kytary
- Neil Peart – bicí a perkusy